# Poussi
Safenaz Moustafa Adry (Cairo, 26 de novembro de 1953), mais conhecida como Poussi, é uma atriz egípcia.

## Biografia
Poussi nasceu no Cairo em 1953. Iniciou sua carreira no cinema egípcio em meados da década de 1960 como atriz infantil e juvenil. Nas décadas posteriores registou numerosos aparecimentos em filmes como Ao Amaleqa, Lyaly Lan Taaood, Ao Dahaya e Ao Zammar, figurando nos ecrãs egípcios até a década de 2000. Em 2019 retornou ao ecrã garota na série de televisão Qaid Aayeli.
Em 1972 casou-se com o prominente ator egípcio Nour O Sherief, com quem teve duas filhas. O casal divorciou-se em 2006 e novamente comprometeu-se em casal em 2015. A Sherief faleceu a 11 de agosto desse mesmo ano.

## Filmografia destacada
- Al Amaleqa, 1974 (em árabe: العمالقة )
- Lyaly Lan Taaood, 1974 (em árabe: ليالي لن تعود  )
- Al Dahaya, 1975 (em árabe: الضحايا  )
- Sana Ola Hobb, 1976 (em árabe: سنة أولى حب )
- Seqan Fel Wahl, 1976 (em árabe: سيقان في الوحل )
- Qwtta Ala Nar, 1977 (em árabe: قطة على النار  )
- Laenet Al Zaman, 1979
- Al Aasheqa, 1980 (em árabe: العاشقة )
- Habibi Daeman, 1980 (em árabe: حبيبي دائما)
- Fottowat Boulak, 1981
- Fettowat Al Gabal, 1982
- Marzooka, 1983 (em árabe: مرزوقة )
- Al Zammar, 1984
- Al Shaytan Youghanny, 1984
- Fettewwet Al Nas Al Ghalaba, 1984
- Seraa Al Ayyam, 1985
- Al Zeyara Al Akheera, 1986 (em árabe: الزيارة الأخيرة)
- Saat Al Fazaa, 1986
- Al Amaleyya 42, 1987
- Ragol Fe Fakh Al Nasaa, 1987
- Lebet Al Kobar, 1987
- Al Kammasha, 1988
- Zaman Hatem Zahran, 1988
- Shayateen Al Madina, 1991
- Ibn Al Gabal, 1992
- Leabet Al Entqam, 1992
- Karawana, 1993
- Al Aasheqan, 2000 (em árabe: العاشقان )
- Al Lahazat Allaty Ekhtafet, 2001